# Blankenham
Blankenham is een uitgestrekt dijkdorp in de Kop van Overijssel in de gemeente Steenwijkerland in de Nederlandse provincie Overijssel. Tot 1973 was Blankenham een eigen gemeente; in dat jaar werd het bij IJsselham gevoegd. Sinds 2001 behoort het tot de Steenwijkerland.
Het dorp ligt op het oude land aan de grens van de Noordoostpolder en aan de rand van Nationaal Park Weerribben-Wieden.

## Geschiedenis
Blankenham is ontstaan toen de buurschap IJsselham zich in tweeën splitste.
Oorspronkelijk kreeg het de naam In den Hamme. Later werd het vernoemd naar Frederik van Blankenheim, bisschop van Utrecht. Op 26 juni 1418 gaf deze bisschop de Blankenhammiggers het recht een eigen kerk te stichten, omdat de inwoners te ver van de kerk van IJsselham woonden.

## Bekende inwoners
Geboren in Blankenham
- Jacob Hartman (1851-1924), classicus, hoogleraar te Leiden
- Elle Gerrit Bolhuis (1887-1970), dichter en toneelschrijver
- Meine van Veen (1893-1970), onderwijzer, burgemeester van Enschede

## Sage
Bij deze plaats hoort het verhaal van de Fruinen, wezens die in de kolken langs de dijk zouden leven. Ze zijn waarschijnlijk in de twintigste eeuw bedacht voor promotionele doeleinden.